# ジョン・ヘンリー・ダルメイヤー
ジョン・ヘンリー・ダルメイヤー（John Henry Dallmeyer 1830年9月6日 - 1883年12月30日）は、イギリス系ドイツ人の光学レンズの設計製作に携わる技師で、ドイツのウェストファリアのロクステン (Loxten)で地主の息子として生まれた
。
16歳で学校を卒業すると、オスナブリュックの眼鏡技師のもとで徒弟となり、1851年にロンドンに移り住み、眼鏡技師のW・ヒューイットのもとで働き始めた。ヒューイットはその後すぐに、職人とともにレンズと望遠鏡の製造業者アンドリュー・ロスのもとに就職した。
この工房でのダルメイヤーの立場はあまり快適ではなかった。このため、彼は一時期商業会社のフランスとドイツの通信員として働くことになった。しかし、1年後、彼はロスの科学顧問として再雇用され、最高級の光学機器の試験と仕上げを任された。この任命により彼はロスの次女ハンナと結婚しロスの死去時の1859年に、雇い主の莫大な財産の3分の1と事業の望遠鏡製造部分を相続した。
1860年に『ダルメイヤー』を設立した。それに伴い天文学の研究から写真レンズの設計と製作に転向し、肖像画用レンズと風景用レンズ、顕微鏡用対物レンズ、光学ランタン用コンデンサーレンズの改良を行った。重要な発明はラピッド・レクティリニア・カメラレンズであった。天体写真撮影に関連して、1863年にウィルナ天文台 (Wilna observatory)、1864年にハーバード大学天文台、1873年には英国政府向けに写真ヘリオグラフを製作した。
ダルメイヤーの光学製品はヨーロッパやアメリカで大きな成功を収め、様々な国際博覧会で最高の賞を受賞した。ロシア政府は彼に聖スタニスラウス勲章（英語: Order of Saint Stanislaus）を授与し、フランス政府は彼にレジオンドヌール勲章のシュヴァリエを授与した。
彼は長年にわたり王立天文学会と王立写真協会の評議員を務めた。1880年頃、健康のために工房の監督を辞めて旅をするよう勧められたが、1883年12月30日にニュージーランド沖の船上で亡くなった。
次男のトーマス・ルドルフス・ダルメイヤー（英語: Thomas Rudolphus Dallmeyer）が父の健康状態の悪化に伴い事業を引き継ぐとともに、望遠レンズ作成し(1891年に特許を取得)、望遠レンズに関する書籍『Tele pho tog raphy』を1899年に執筆した。